# Dansk Melodi Grand Prix 2000
El XXXI Dansk Melodi Grand Prix se celebró en el Cirkusbygningen de Copenhague el 19 de febrero de 2000 para elegir a los representantes de Dinamarca en el Festival de la Canción de Eurovisión 2000. Los representantes elegidos fueron los Olsen Brothers con la canción Smuk som et stjerneskud, que traducida al inglés como Fly on the wings of love ganó el festival por segunda vez para Dinamarca. Los presentadores del concurso fueron Natasja Crone y Michael Carøe. Se recibieron unas 100 canciones, de las cuales 10 participaron en la final.

## Resultados
| Nº | Canción                 | Artista          | Puntos | Posición |
| 1  | Smuk som et stjerneskud | Brødrene Olsen   | 58     | 1        |
| 2  | Lykkefugl               | Trine Gadeberg   | 22     | 5        |
| 3  | Hva' så med mig         | Charlotte Vigel  | -      | 6        |
| 4  | Den drømmende by        | Johnny Jørgensen | -      | 6        |
| 5  | Julian                  | Lotte Lisby      | -      | 6        |
| 6  | Lov mig at du bli'r her | Fenders          | -      | 6        |
| 7  | Mayday mayday           | Aida             | 38     | 4        |
| 8  | Sig du vil ha' mig      | Gry Johansen     | -      | 6        |
| 9  | Stjernen viser vej      | Ole Skovhøj      | 42     | 2        |
| 10 | Uden dig                | Sanne Gottlieb   | 40     | 3        |

- Datos: Q2800122